# بمباران اسکاربرو، هارتلپول و ویتبی
حمله به اسکاربورو، هارتل‌پول و ویتبی در ۱۶ دسامبر ۱۹۱۴ حمله ای بود که توسط نیروی دریایی امپراتوری آلمان به بنادر بریتانیایی اسکاربرو ، ‌هارتل‌پول ، وست هارتلپول و ویتبی انجام شد. این بمباران ها صدها غیرنظامی را تلفات و خشم عمومی را در امپراتوری بریتانیا علیه رایشسمارینه به دلیل حمله و نیروی دریایی سلطنتی به دلیل ناکامی در جلوگیری از آن و پادآفند‌ پیروزمندانه  به دنبال داشت.